# Santa Maria d'Ontinyent

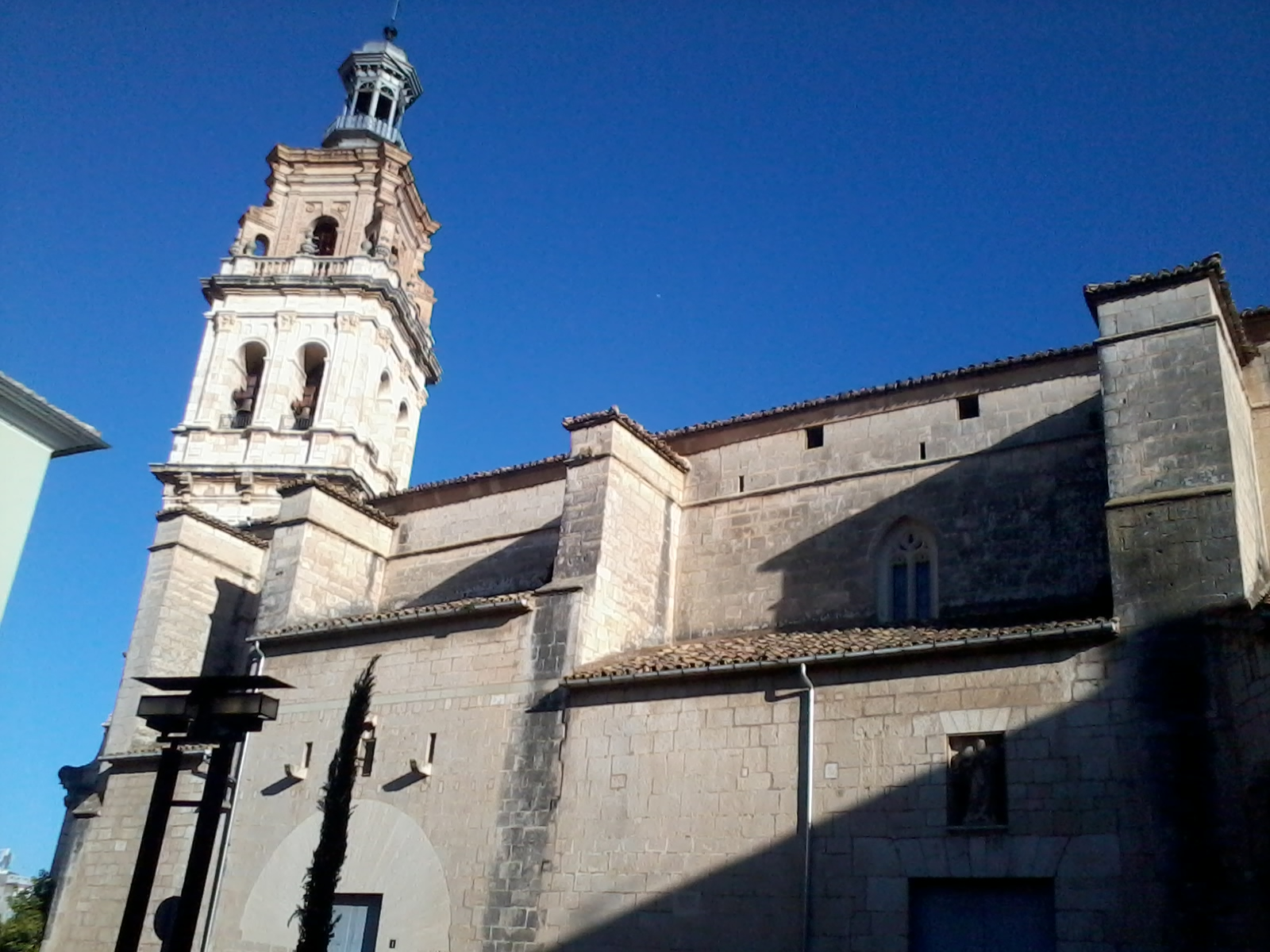

L'Assumpció de Nostra Senyora o Santa Maria és una església parroquial a la Plaça de l'Església, 1 del municipi d'Ontinyent, és de la comarca de la Vall d'Albaida, País Valencià. Està declarat bé d'interès cultural, amb número d'anotació ministerial: RI-53-0000172 i data de disposició, 24 de maig de 1974. L'església parroquial de Santa Maria és dins del nucli antic d'Ontinyent; successió d'apinyades cases, en carrers costeruts, sobre grans desnivells, coronant un nucli emmurallat, l'anomenada Vila. Representa un dels conjunts medievals més representatius de la província de València.

## Descripció historicoartística
L'església de Santa Maria es va veure molt afectada pel terratrèmol que va tenir lloc a 1258, la qual cosa va accelerar la desaparició del vell edifici, que s'havia aixecat sobre les restes de la primitiva mesquita. Això va fer que es projectés la construcció d'una nova església seguint els cànons dels segles xiv i xv, en estil gòtic valencià.
La façana presenta diferents estils en les diferents portes, així podem distingir el neoclàssic de la porta de la Capella, el plateresc de la porta principal, datada 1530, així com en la porta que presenta l'escultura del Bon Pastor, del segle xv.
Sobre una de les portes, i a una considerable altura, es troba el sepulcre de Llop Llopis de Vaello, primogènit d'un dels cavallers que van realitzar el repartiment de les cases i les heretats del terme d'Ontinyent el 1250. Està documentada una reforma a mitjan segle xv que correspondria a la construcció d'un absis i a l'obertura dels braços, proporcionant d'aquesta manera al temple una planta de creu llatina. La reforma definitiva que es va realitzar entre 1518 i 1530, es deu a Benet Oge, mestre d'obres de Lió (França). Les capelles laterals, datades al voltant de 1540, són obra de Joan de Batea.

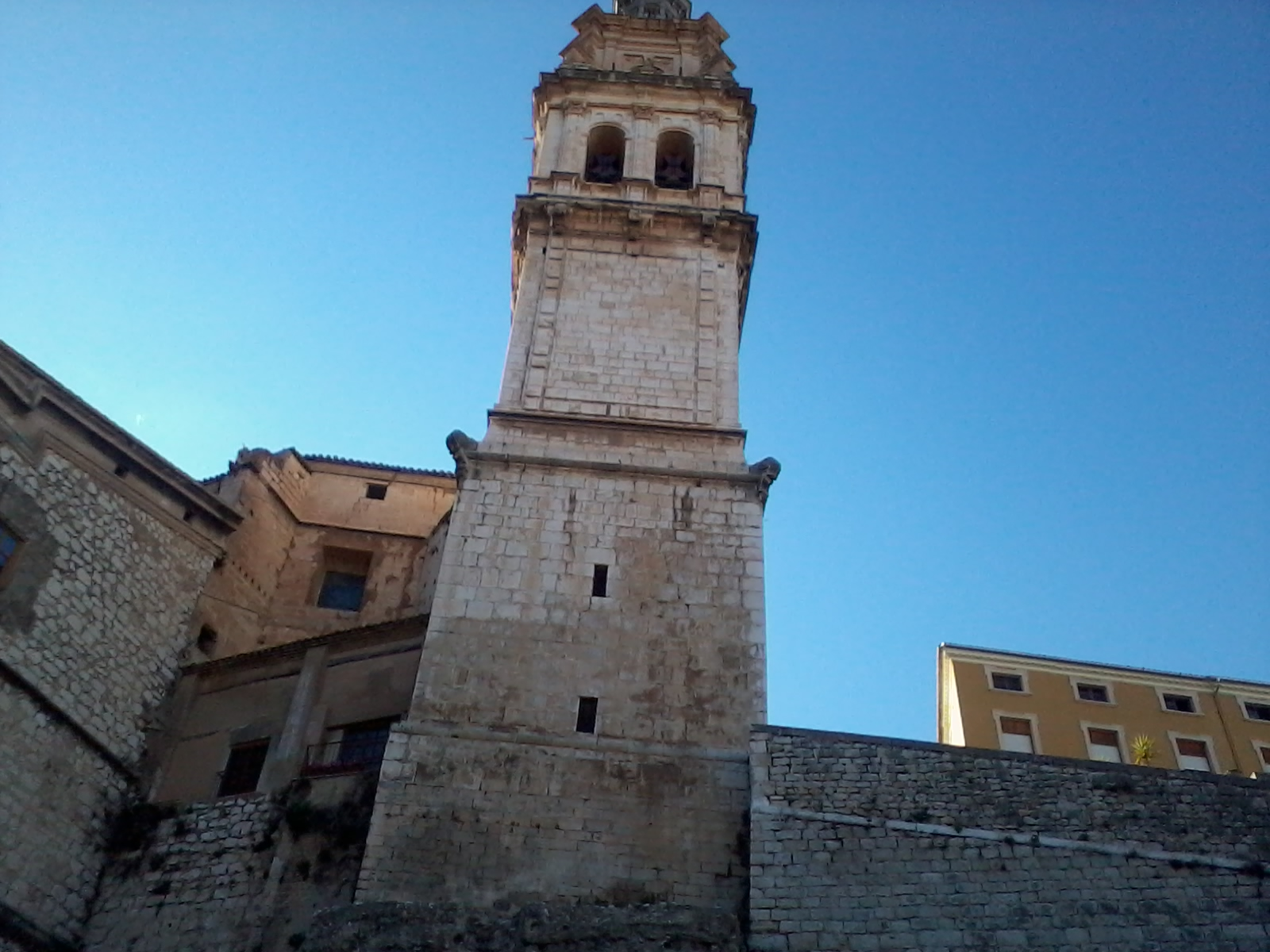
Campanar de l'església de santa Maria

El presbiteri fou construït cap a 1570, encara que reformat a la fi del segle xvii. La sagristia fou edificada entre 1580 - 1610, i sota es troba la cripta on encara es poden apreciar els vasos on eren enterrats els preveres.
La capella de la Puríssima (patrona de la ciutat), datada entre 1662 i 1692, va ser construïda gairebé simultàniament al campanar (de 1689).
A l'interior es poden veure grans obres artístiques com: la imatge de la Mare de Déu, del segle xv, que es troba en la clau de la volta, la gran pica baptismal florentina, del segle xvii, la primitiva pica baptismal gòtica, el retaule de l'Anunciació, d'estil flamenc, datada al segle xv, el retaule de Josep Segrelles, que va manar construir per substituir l'antic retaule renaixentista destruït en la guerra civil; unes obres de Ribalta i anònims del XVII; talles del Sant Sepulcre (1943) i la Soledat (1943-1944), escultures de Marià Benlliure ;...
Respecte al campanar, la seua construcció es va iniciar en 1689 i es va dilatar vint anys. El segon cos i la rematada de la torre de campanes, es va edificar cap a 1745, patint posteriorment els efectes del terratrèmol de 1748. A 1859, va rebre l'impacte d'un llamp que va fer necessària una intervenció (durant la qual es va demolir la torre anterior i es va construir l'actual cap 1880), que li va proporcionar la seua aparença actual, amb la rematada de forja. La seua esplendor i grandiositat (té més de 71 metres d'altura, sent la més alta de les torres valencianes), s'ha realçat al demolir les cases que hi havia als peus, cosa que ha permès descobrir les fortificacions de diverses èpoques que li serveixen de base. Al campanar es conserva una de les campanes més antigues de la comarca, la campana del "Rellotge", anomenada de "Rauxa i Foc" (1563).

## Festa
El primer cap de setmana de desembre, a la vesprada, tres bous recorren, consecutivament, els carrers del poble, Camí dels Carros passant per la Cantereria, el Pont Vell, la plaça de Baix, la plaça de Dalt o de l'Ajuntament i el Ravalet. Un d'ells, cada dia, és pujat a passejar pels carrers de la Vila. Tot un goig per als centenars de corredors i milers d'assistents a una de les cites més interessants del nostre calendari. La ciutat es transforma per unes hores i s'omple d'una alegria especial que solament pot sentir-se en aquestes poques hores. Tota una experiència el córrer, el mirar com corren, l'acostar-se a l'animal, el botar la corda davant de les banyes i l'entonar, al costat de tantes veus, la cançó més acostumada per a citar l'animal: La Xata Merenguera, huit, nou, deu...
El dia anterior, el divendres, i en la plaça Major, davant del corral improvisat a les portes del mateix Ajuntament, té lloc l'acte de l'Embolada. Les astes dels tres bous són recobertes per les boles que evitaran l'endemà incidents seriosos. Tot un art centenari que, ara mateix, continuen mantenint ben vigent els Amics de la corda del Bou.
La festa del Bou es completa amb la solta, el dissabte al matí, d'una vaqueta, destinat al fet que els més joves vagen prenent contacte amb la festa, i amb la degustació del plat més típic la cassoló d'arròs al forn.
El cap de setmana acull també, el diumenge al matí, l'ofrena de flors a la patrona. La imatge de la Puríssima és obsequiada amb rams i cistelles per les diferents institucions i associacions d'Ontinyent que així ho desitgen.
Els dies 7 i 8 de desembre a Ontinyent, és la Festa Major a la patrona la Verge de la Puríssima Concepció. Té lloc en 1642 i és viscuda amb la major solemnitat. En la vesprada del dia 7, és la celebració de la retreta i l'eixida dels gegants i cabets pels carrers majors de la Vila i del Raval on els xiquets corren amb ells. A la nit, se celebra la més antiga i solemne dels dansades ontinyentines. El dia 8 és el dia de la patrona, comença de bon matí amb el volteig de la campana que porta el seu nom, anunciant la Missa de Descobrir al temple de l'Assumpció. Un tot d'actes religiosos segueixen a est, adornat amb un Rosari públic pels carrers mentre, de fons, va escoltant-se el començament de la despertada, amb bona cosa de coets. El Repiquet de la Puríssima, des del Campanar de la Vila, precedeix la Missa Major pontifical, a la qual seguirà una mascletà. A la vesprada aquesta la processó general, encapçalada pels cabets i els gegants, i seguida pels balls dels Arquets, de la Veta i dels Cavallets. Quan la imatge de la Puríssima aquesta en la porta del temple major, es dispara un castell de focs artificials. El dissabte posterior, arreplega la celebració d'un acte ara institucional i abans popular. Un recol·lecta per al finançament de la festa que es coneix com a “L'Aguinaldo”. Abans, començava per Sant Esteve, el 26 de desembre, i des del segle xviii consistia en la visita del capellà o el beneficiat responsabilitzat casa per casa, sense deixar cap masia, heretat o finca de l'ampli terme, acompanyat d'un reduït i canviant nom de músics, un estendard amb l'efígie de la patrona i una munió de xiquets... Quan arribava a una casa es feia la pregunta de rigor: - Què volen; cants o responsos? Si estaven de duel, solament es pregava, i en el cas contrari, s'entonaven algunes de les moltes coples existents, o s'inventaven altres noves, com quan els regidors improvisaven en les visites de la comitiva a l'Ajuntament (documentades només a partir de 1886). En obsequi a la Puríssima, no faltava la dacsa, o els rests d'alls, o bé els diners. Ara, és una visita protocol·lària de la Junta de Festes a determinades institucions ontinyentins com l'Ajuntament. L'endemà al matí, la imatge de la Puríssima, després de la missa de doblega, és portada a la seua capella, cosa que suposa la finalització de les festes.